# Faculdades Ibmec
As Faculdades Ibmec, simplesmente Ibmec ou Grupo Ibmec Educacional S/A, é uma instituição particular de ensino superior brasileira. Pioneiro no MBA em finanças do Brasil em 1985, o Ibmec atualmente possui mais de 50 cursos de pós-graduação presenciais e à distância, entre MBAs, Global MBA e LL.M., e um amplo portfólio de graduação em seis diferentes áreas: Economia, Finanças, Direito, Engenharia, Comunicação e Arquitetura, além do mestrado profissional. Com unidades próprias no Rio de Janeiro, Belo Horizonte, Brasília e São Paulo, a instituição passou a fazer parte do grupo de educação superior Adtalem Educacional do Brasil, em 2015 (à época se chamava DeVry Brasil), ao lado da Wyden Educacional e do Damásio Educacional.. Em 2019, com a compra da Adtalem Educacional do Brasil pela YDUQS, a instituição se tornou parte do segundo maior grupo educacional do Brasil  
É considerada como uma das melhores universidades do país na área executiva, atingido notas máximas em diversas áreas de graduação, reconhecido pelo ENADE e pelo MEC.

## História
A origem do Ibmec remonta ao Instituto Brasileiro de Mercado de Capitais (IBMEC), uma entidade independente sem fins lucrativos fundada em 1970 pela Bolsa de Valores do Rio de Janeiro. O Instituto foi desenvolvido para auxiliar na difusão e no fomento do mercado de capitais no Brasil, além do aprimoramento de pessoal técnico para a área financeira.
Em 1999, toda atividade educacional do Instituto IBMEC e a permissão de uso da marca "Ibmec" foi vendida para empresários do setor financeiro, entre eles Michael Perlman, Paulo Guedes e Claudio Luiz da Silva Haddad (ex-sócio do Banco Garantia). A partir daí, foi criada o Grupo Ibmec Educacional S/A, um grupo privado de educação com fins lucrativos. Em 2003, Paulo Guedes vendeu sua parte para Claudio Haddad. No ano seguinte, a unidade de São Paulo foi separada das demais (Belo Horizonte e Rio de Janeiro) e estas foram fundidas com o Instituto Brasileiro de Tecnologia Avançada (IBTA) e formaram o grupo Veris Educacional, da qual fizeram parte também Imapes, UniMetrocamp, Uirapuru. De propriedade de Claudio Haddad, o Ibmec São Paulo fechou acordo com o Ibmec Educacional (do qual Haddad detinha 40% das ações e o fundo estadunidense Capital Group, 30%) para este não atuar em São Paulo até 2016 e a unidade paulista manter o nome "Ibmec" até 2009, quando passou a ser Instituto de Ensino e Pesquisa (Insper).
Em 2015, passou a fazer parte do grupo de educação superior Adtalem Educacional do Brasil, à época DeVry Brasil.  Em 2019 com a compra da Adtalem Educacional do Brasil pela YDUQS, o Ibmec passou a fazer parte do segundo maior grupo educacional do país.

## Cursos
O Ibmec possui seis unidades espalhadas pelo Brasil: duas delas no Rio de Janeiro (Ibmec Centro e Ibmec Barra), duas em São Paulo (Ibmec Paulista e Ibmec Faria Lima), uma em Belo Horizonte (Ibmec Minas Gerais), e em Brasília, (Ibmec Distrito Federal).[carece de fontes?]
Todas as unidades Ibmec combinam cursos que vão da graduação à educação executiva, que inclui mestrados profissionais, Global MBAs, MBAs e LLMs.
Embora a marca esteja tradicionalmente ligada a uma escola de negócios, o Ibmec está em um processo de diversificação para consagrar-se como uma instituição politécnica. Visando esse reposicionamento, começaram a ser desenvolvidos a partir de 2012 cursos de engenharia e de comunicação social.
O Ibmec possui como diretor executivo nacional o economista Reginaldo Nogueira. Cada estado de atuação do Ibmec possui um respectivo Diretor-Geral. No Ibmec-RJ, o diretor-geral é Samuel Barros, responsável pelas unidades Barra e Centro. Em Belo Horizonte, o diretor é Márcio Salvato. Em Brasília, Carlos Ricardo Caichiolo. Em São Paulo, Carla Gonçalves é diretora das unidades Paulista e Faria Lima.
Inúmeras personalidades já estiveram presentes em eventos promovidos pelo Ibmec. Em 2013, tornaram-se professores Honoris Causa do Ibmec o ministro do STF Carlos Ayres Britto[carece de fontes?] e o vencedor do Prêmio Nobel de Literatura, Mario Vargas Llosa.